# Fredeluga de màscara roja
La fredeluga de màscara roja (Vanellus indicus) és una fredeluga (gènere Vanellus) asiàtica limícola de la família dels Charadriidae. Com altres fredelugues, són ocells terrestres incapaços de posar-se en branques elevades. Els característics forts crits d'alarma indiquen moviments humans o d'altres animals. Normalment, es veuen en parelles o en petits grups no gaire lluny de l'aigua, tot i que de vegades a l'hivern, l'època no reproductiva, formen grans esbarts. Són terrícoles i el niu és simplement un petit forat rascat a terra on ponen de tres a quatre ous ben camuflats. Els adults volen al voltant del niu, enfrontant-se a possibles depredadors mentre els criden sorollosament. Els pollets, amb plomissol críptic així que fan eclosió els ous, segueixen immediatament els seus pares per alimentar-se, amagant-se estirats a terra o a l'herba quan es veuen amenaçats.

## Taxonomia
Tradicionalment coneguda pels caçadors autòctons, la fredeluga de màscara roja va ser descrita per primera vegada en un llibre de l'intel·lectual francès Georges-Louis Leclerc, comte de Buffon a la seva Histoire Naturelle des Oiseaux el 1781. L'ocell també es va il·lustrar en una planxa pintada a mà gravada per François-Nicolas Martinet a les Planches Enluminées D'Histoire Naturelle produïdes sota la supervisió d'Edme-Louis Daubenton per acompanyar el text de Buffon. Ni la placa ni la descripció de Buffon incloïen un nom científic, però el 1783 el naturalista holandès Pieter Boddaert va utilitzar el nom binomial Tringa indica al seu catàleg de les Planches Enluminées. Se la localitza típicament a Goa, a l'oest de l'Índia. Més endavant es va col·locar en diversos altres gèneres com Sarcogrammus i Lobivanellus abans de ser fusionat amb Vanellus, que va ser creat pel zoòleg francès Mathurin Jacques Brisson el 1760. Vanellus és el nom llatí medieval per a “fredeluga”. És un diminutiu del llatí vanus que significa “ventall” o “vano”. El nom específic indicus és el nom llatí per "Índia".
En la seva àmplia àrea de distribució es presenten lleugeres diferències en el plomatge i hi ha quatre subespècies reconegudes:
- V. i. aigneri (Laubmann, 1913) – es troba des del sud-est de Turquia fins al Pakistan
- V. i. indicus (Boddaert, 1783) - viu del Pakistan central fins al Nepal, nord-est de l'Índia i Bangla Desh.
- V. i. lankae (Koelz, 1939) – viu a Sri Lanka
- V. i. atronuchalis (Jerdon, 1864) - habita des del nord-est de l'Índia fins al sud de la Xina, el sud-est asiàtic, la península Malaia i el nord de Sumatra.

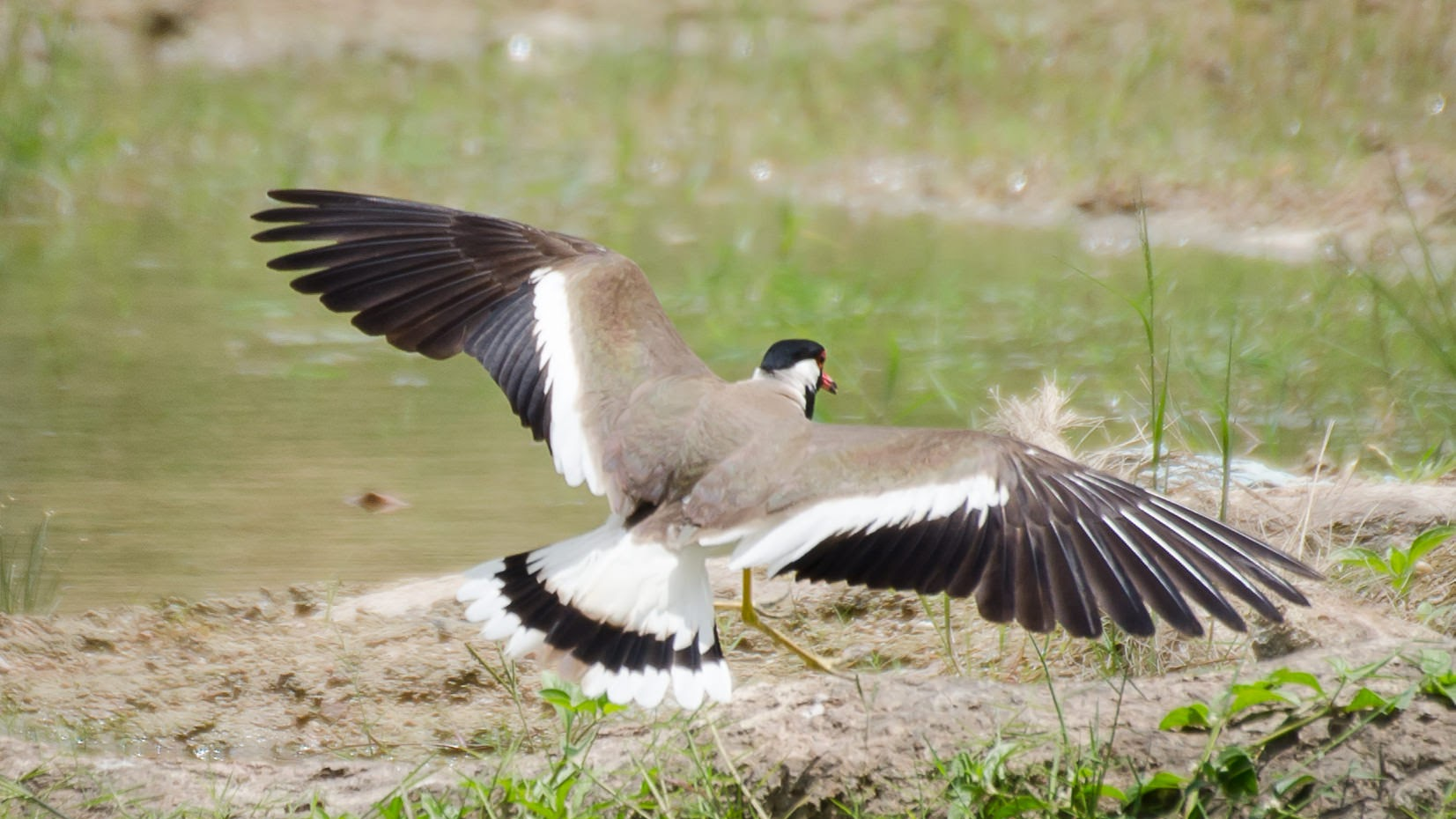
V. i. indicus mostrant la característica banda alar blanca i l'ampla banda negra destacant en la cua blanca.
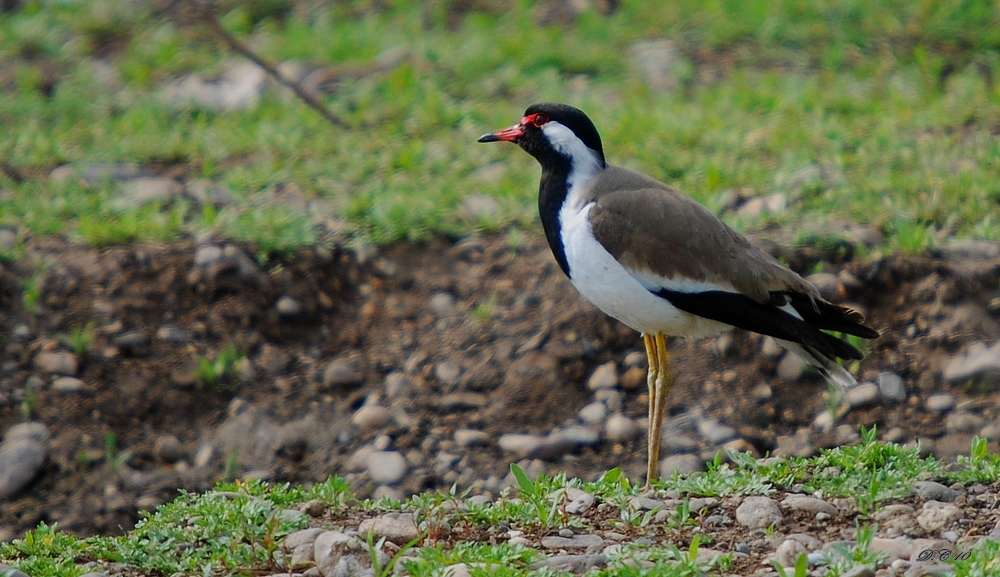
V. i. aigneri Turquía
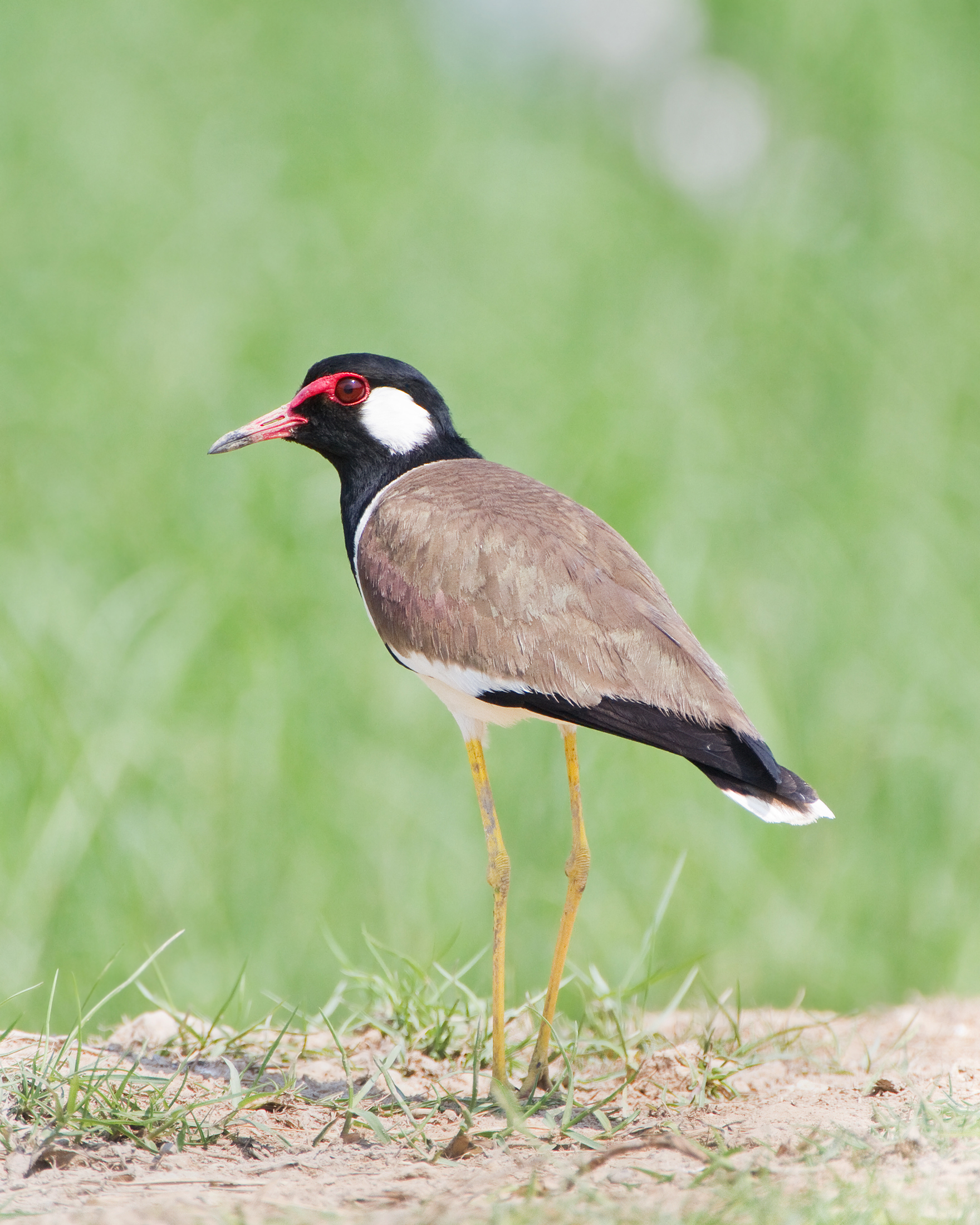
V. i. atronuchalis mostrant el pedaç blanc al cap envoltat de negre. Tailàndia
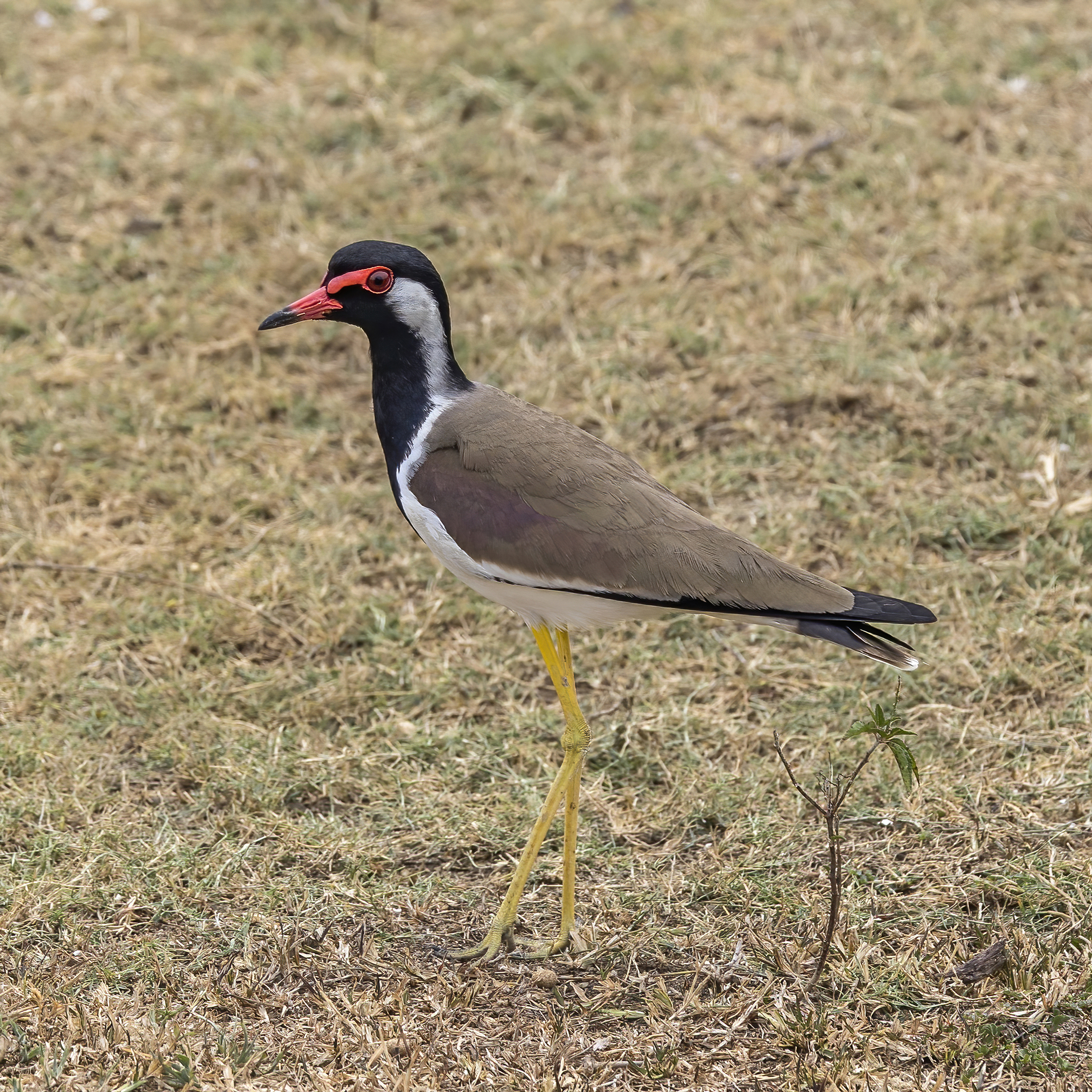
V. i. lankae Sri Lanka

## Descripció
Les fredelugues de màscara roja són limícoles grosses, d'uns 35 cm de llarg. Les ales i l'esquena són de color marró clar amb una brillantor que va de violeta a verd tret del cap. El pitet a la part davantera i a la posterior del coll són negres. Entre aquests dos colors discorre una taca de color blanc destacat, des del ventre i la cua, flanquejant el coll fins als costats de la corona. La cua curta té la punta negra. Al davant de cada ull hi ha una barbeta carnosa vermella; el bec és vermell amb la punta negra i les potes són llargues i grogues. En vol es veuen fàcilment les barres alars blanques formades pel blanc de les cobertores secundàries.
La subespècie V. i. aigneri és una mica més pàl·lida i més grossa que l'espècie nominada Vanellus indicus i es troba a Turquia, l'Iran, l'Iraq, l'Afganistan i la vall de l'Indus. L'espècie nominada, V. indicus, es troba a tota l'Índia. La subespècie V. i. lankae de Sri Lanka és més petita i fosca, mentre que la subespècie V. i. atronuchalis del nord-est de l'Índia i l'est de Bangla Desh té la galta blanca envoltada de negre.
Els mascles i les femelles tenen el plomatge semblant, però els mascles posseeixen una ala un 5% més llarga i tendeixen a tenir un esperó carpià més llarg. La longitud dels ocells és de 320-350 mm, l'ala és de 208–247 mm amb la mitjana de 223 mm en V. indicus, mentre que la longitud mitjana de l'ala de V. i. lankae de Sri Lanka és de 217 mm. El bec fa entre 31–36 mm i el tars de 70–83 mm. La longitud de la cua és de 104-128 mm.
Normalment viuen en parelles o trios als camps oberts ben regats, als camps llaurats, a les pastures i als marges i llits secs de dipòsits d'aigua i de bassals. Ocasionalment, formen grans estols, que van des de 26 a 200 ocells. També es troben a les clarianes forestals al voltant de depressions del terreny plenes d'aigua de pluja.
Corren fent carreres curtes i s'enfonsen a l'aigua cap endavant obliquament (amb les cames sense flexionar) per recollir menjar de la manera típica dels plovers, limícoles de la subfamília Charadriinae. Es diu que s'alimenten de nit sent especialment actius al voltant de la lluna plena.
És una au molt vigilant i inquieta, sigui de dia o de nit, i és la primera a detectar intrusions i disparar l'alarma, per això va ser considerada una molèstia pels caçadors. Vola força lentament, alabatent sense pressa, però amb una agilitat notable a l'hora de defensar el niu o de fugir d'un falcó.
El seu aspecte cridaner es complementa amb un caràcter sorollós, amb un crit fort i reptador emès tant de dia com de nit.
S'han observat individus amb plomatges anormals leucístics.
Els noms locals són principalment d'origen onomatopeic i inclouen titahri (hindi), titawi (marathi), tittibha (kannada), tateehar (sindhi), titodi (gujarati), hatatut (caixmir), balighora (assamès), yennappa chitawa (telugu), i aal-kaati (en tàmil, que significa "indicador d'humans").

## Distribució
Es reprodueix des de l'oest d'Àsia (Iraq, sud-oest de l'Iran, golf Pèrsic) cap a l'est a través del sud d'Àsia (Balutxistan, Sri Lanka, Afganistan, el Pakistan, tot el subcontinent indi fins a Kanyakumari i fins als 1800 m al Caixmir al Nepal), tot i que altres subespècies arriben més a l'est, al sud-est asiàtic. Pot migrar altitudinalment a la primavera i la tardor (p. ex. al nord de Baluchistan o al nord-oest del Pakistan). Durant els monsons s'estén àmpliament quan, amb les pluges, es creen els hàbitats necessaris, però en general les poblacions són residents.
Aquesta espècie està disminuint a la part occidental de l'àrea de distribució, però és abundant a la major part del sud d'Àsia, podent ser observada a gairebé qualsevol hàbitat humit de la seva àrea de distribució.

## Comportament i ecologia
L'època de reproducció principal va del març a l'agost. El festeig consisteix en el fet que el mascle estarrufa les plomes i apunta el bec cap amunt. Aleshores, es mou al voltant de la femella. Diversos mascles poden festejar alhora a les femelles i poden mantenir-se junts. Els ous es ponen en un niu rascat a terra o en una depressió del terreny, de vegades amb vores de còdols o excrements de cabra o de llebre. La posta és d'uns 3 o 4 ous amb taques negres amb la forma d'una mica com una clavilla (piriforme), que amiden 42x30 mm de mitjana. Els nius són difícils de trobar perquè els ous tenen un color críptic i solen coincidir amb el patró cromàtic del sòl. A les zones residencials, de vegades nien als terrats. S'han registrat ocells nidificant a les pedres entre els raïls d'una via del tren, amb l'adult abandonant el niu quan passaven els trens. Els nius que han estat amenaçats per les operacions agrícoles els traslladen manualment els adults tot desplaçant gradualment els ous. Quan nidifiquen, intentaran capbussar-se amb bomba per distreure els possibles depredadors. Tant el mascle com la femella incuben els ous i desvien l'atenció dels depredadors utilitzant diferents tàctiques de distracció o aletejant per dissuadir qualsevol herbívor que amenaci el niu. Els mascles relleven les femelles que incuben els ous, especialment cap a la part calorosa del migdia. Els ous fan eclosió entre els 28 i els 30 dies. L'èxit reproductiu és d'un 40%. La mortalitat d'ous és alta (~43%) a causa de la depredació per part de mangostes, corbs i falcons. Els pollets tenen una mortalitat més baixa (8,3%) i la supervivència millora a partir de la primera setmana de vida.

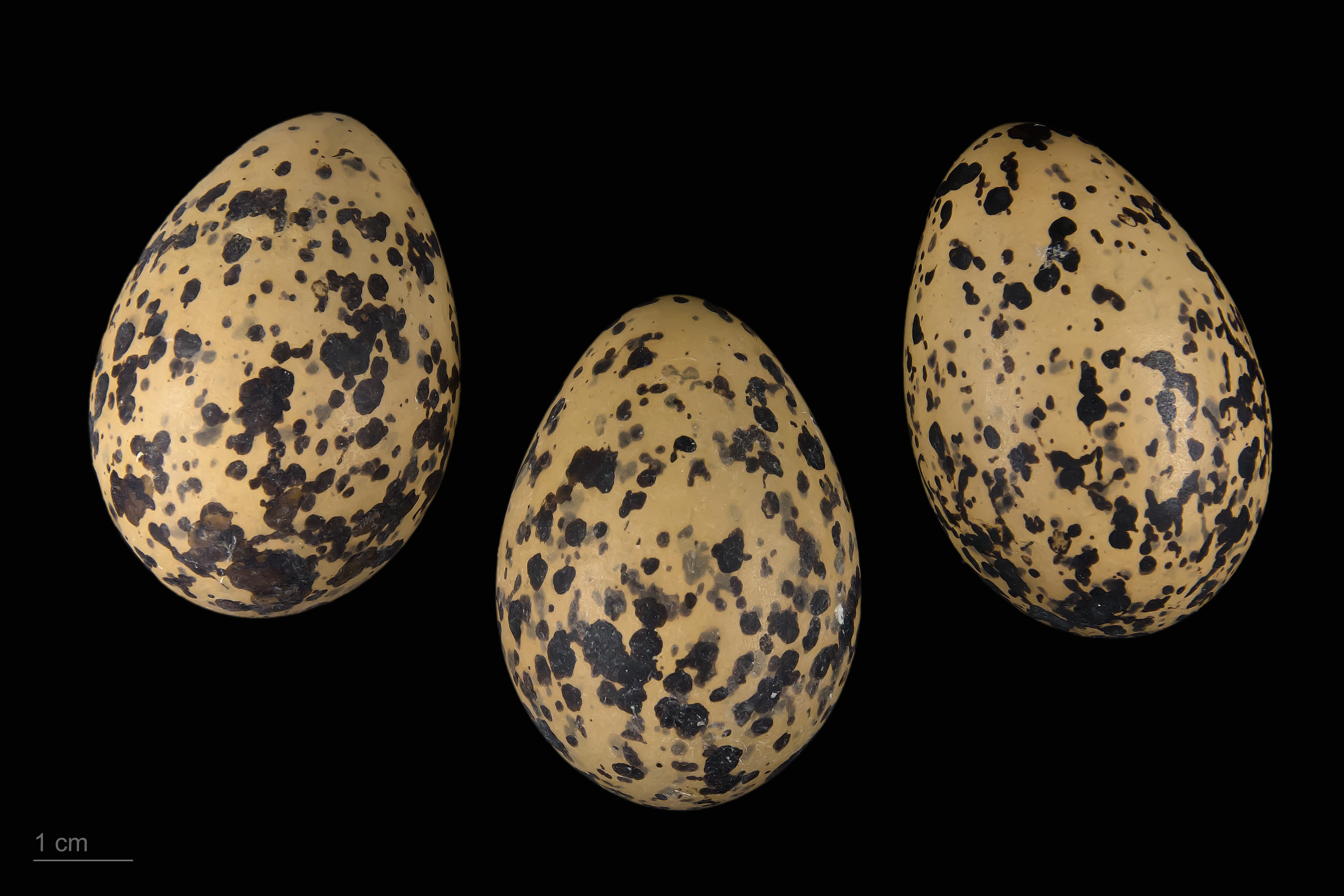
Ous deV. i. aigneri
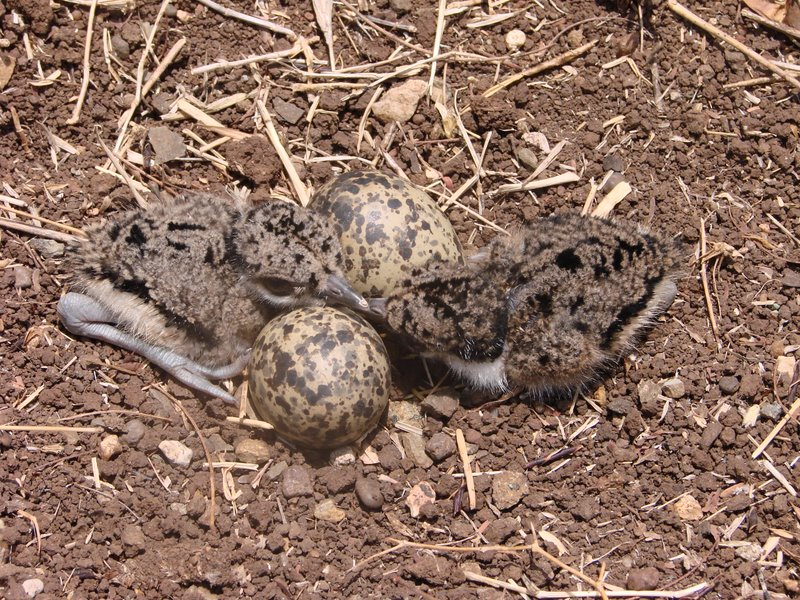
Pollets i ous en un niu al terra. Els ous es desclouen en sincronia i el pollet de plomatge críptic normalment roman quiet quan està alarmat.
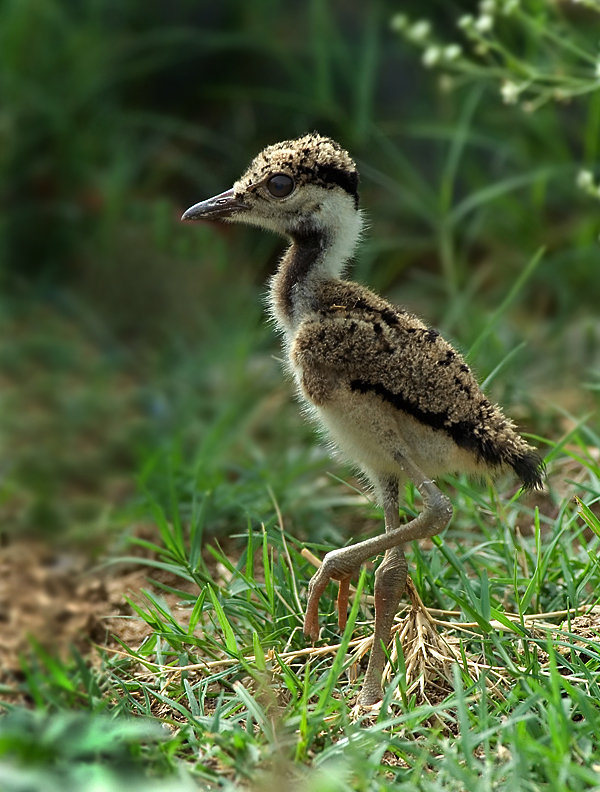
El pollet abandona el niu i segueix els pares poc després de l'eclosió.
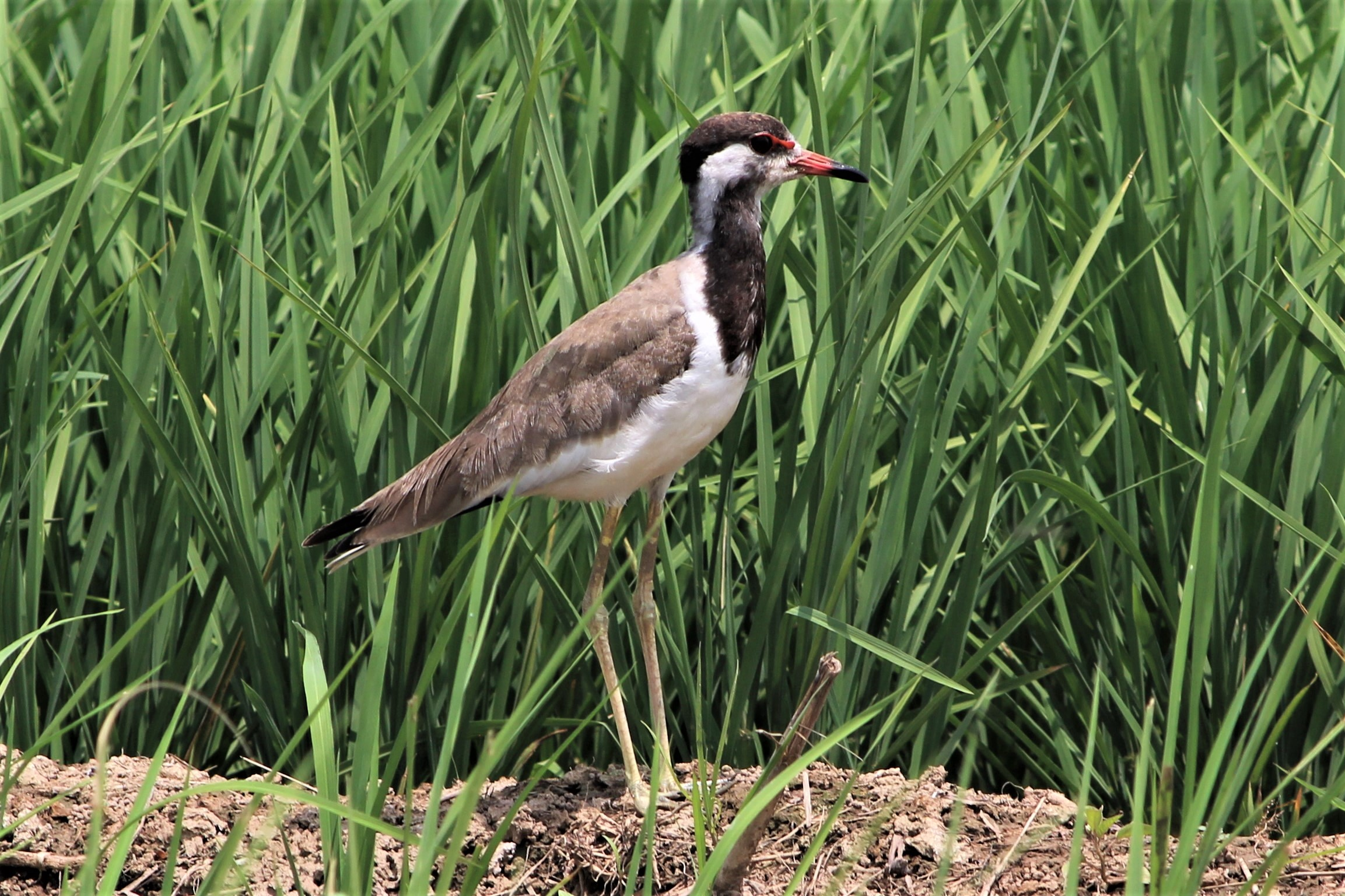
Individu juvenil.

Com altres fredelugues, remullen les plomes del ventre per portar aigua als seus pollets, així com per refredar els ous durant els moments de més calor.
Per poc que puguin es banyen en tolls d'aigua i sovint passen força temps arreglant-se les plomes quan surten del niu o després de la còpula. De vegades descansen a terra amb els tars estirats a terra i en altres ocasions poden descansar sobre una cama.
Els ocells adults sans tenen pocs depredadors i són capaços de volar ràpidament i àgil quan els persegueixen els falcons. Hugh B. Cott va afirmar que la carn d'aquest ocell era desagradable basant-se en l'evidència d'un geòleg indi que va assenyalar que un cadell de tigre famolenc es va negar a menjar-se'n la carn. S'ha descrit la presència d'alguns endoparàsits de l'espècie, com ara les tènies, els nematodes i els trematodes. S'ha registrat la mortalitat causada per la infecció respiratòria per Ornithobacterium rhinotracheale en ocells en captivitat al Pakistan.

### Alimentació
L'alimentació de la fredeluga de màscara roja inclou una gran varietat d’insectes, cargols i altres invertebrats que recull del terra. També pot alimentar-se d'alguns grans. Aquests ocells s'alimenten principalment durant el dia, però també poden alimentar-se de nit. De vegades poden fer ús de les potes per aixecar insectes del sòl tou per menjar-se'ls.

## En la cultura
En algunes parts de l'Índia, hi ha la creença local que l'ocell dorm d'esquena amb les potes cap amunt i té associada una metàfora hindi que diu: Titahri se asman thama jayega ("pot la fredeluga suportar el cel?") per referir-se a persones que duen a terme tasques més enllà de la seva capacitat o força.
En algunes parts del Rajasthan es creu que la posta d'ous per part de la fredeluga de màscara roja en terrenys alts pot ser un indici d'imminents bones pluges. Se sap que els ous són recollits pels professionals de la medicina popular. Els Bhils de Malwa creien que la posta d'ous de les fredelugues de màscara roja als llits secs dels rierols eren prediccions de pluges endarrerides o de sequeres. D'altra banda, els ous posts a les ribes es prenien com a indicis de pluges normals.

## Altres fonts
- Anon. (1991) Flocking of Red Wattled Lapwings. Newsletter for Birdwatchers 31(5–6):1.
- Dharmakumarsinhji, RS (1965) Small displacement by ground nesting birds. Newsletter for Birdwatchers 5(9):10.
- Gay, Thomas (1975). "More about the nesting of the Red-wattled Lapwing". Newsletter for Birdwatchers. 15 (4): 9.
- Jamdar, Nitin (1985) Redwattled Lapwing (Vanellus indicus) suffering from cataract. Journal of the Bombay Natural History Society 82(1):197.
- Kalsi, RS; Khera, S (1986) Some observations on breeding and displacement behaviour of the Redwattled Lapwing Vanellus indicus indicus (Aves: Charadriidae). Res. Bull. Panjab Univ. 37:131–141.
- Khajuria, H (1972) Nestlings of the redwattled lapwing, Vanellus i. indicus (boddaert). Pavo 8(1&2):82–83.
- Koshy, MS (1989) Lapwings on a roof. Newsletter for Birdwatchers 29(7–8):7.
- Krishnan, M (1998) Ubiquitous alarmist. Blackbuck. 14(3&4):88–90.
- Jackson, P (1976) Redwattled Lapwing. Newsletter for Birdwatchers 16(3):11–12.
- Saxena, VS (1973) Unusual nesting by Redwattled Lapwing. Indian Forester 99:33–35.